# Кубраков, Григорий Максимович
Григорий Максимович Кубраков (2 апреля 1920, с. Петровка, Омская губерния, РСФСР — 5 октября 2006, Мамлютка, Казахстан) — советский, казахстанский педагог. Народный учитель СССР (1988). Один из наиболее известных продолжателей дела А. С. Макаренко в Казахстане.

## Биография
Родился 2 апреля 1920 года в селе Петровка (ныне в Есильском районе, Северо-Казахстанская область, Казахстан).
С юных лет предполагал посвятить себя врачебному делу: в 1939 году окончил медицинский техникум, работал фельдшером. Во время войны служил в полевом госпитале, награждён двумя орденами: Красной звезды и орденом Отечественной войны I степени, медалями. В 1944 году осколком противотанкового снаряда ему раздробило бедренную кость, перенёс 12 операций, стал инвалидом. Но не упал духом. После долго лечения возглавлял в родных краях райздравотдел, затем райплан, редакцию газеты, работал в сельскохозяйственном производстве. Уже в то время его увлекают вопросы обучения нового поколения: во время войны он видел множество ребят, воспитывавшихся «без отцовской руки» и должного обучения в школе.
В 1958 году окончил филологический факультет Петропавловского педагогического института, трудился учителем и директором ряда школ области: сначала Воскресеновской семилетки, где за успешную работу райком профсоюза и РОНО вскоре премировали его подписным семитомным изданием сочинений А. С. Макаренко (издания 1957—1958 гг.)

С этого времени Макаренко становится рядом со мной и моими коллегами по труду и ведутся первые попытки ввести его идеи в школу. Но не вышло — не было ещё полной ясности, как это сделать. Помешал и мой перевод в Булаевскую сельскую школу. В Булаево тоже не удалось — применялись идеи, а не система, да и времени было мало…
Г. М. Кубраков.

В августе 1963 года, как специалиста и в медицине, и в педагогике, был назначен директором Мамлютской санаторной школы-интерната для детей с ослабленным здоровьем и туберкулёзной интоксикацией. Школа ещё строится, и до января 1965 года новый директор особенно глубоко и настойчиво изучал произведения А. С. Макаренко, старался перенять лучший школьный опыт в поездках по стране. Несколько дней жил в Павлышской школе (В. А. Сухомлинский) и видел её в работе. Особенно полезными для себя считал также поездки в школы Латвийской ССР в апреле 1964 года, а несколько позднее — в московскую школу санаторного типа № 93 и школу-интернат № 61 Москвы, работавшую тогда по системе А. С. Макаренко.
К открытию своей школы в 1965 году он уже твёрдо убедился в необходимости работы по-макаренковски, но здесь его встретили непонимание, «сомнения», а порой и подозрения в делячестве и стремлении подзаработать на детском труде. И со стороны областного начальства, а нередко — и в своём коллективе, где многие педагоги привыкли, что главный труд для школьников — это учёба, при этом прочно связывали детское счастье с бездельем, а многие медицинские работники были уверены, что если человек болен, то первым делом его надо «освободить» не только от труда, но даже от посильной физкультуры. Заболел — бюллетень. И освобождали…

Я злился, когда со мной не соглашались в коллективе, хотя и держал себя в рамках дозволенного, страшно возмущался и горячился, когда мне говорили, что санаторная школа и Макаренко — явления несовместимые. И когда я возвращался с совещаний, где слышал то же самое, падал духом, страшно переживал, к счастью, находил силы брать себя в руки и снова идти в бой. Были моменты, когда решался вопрос, что выбрать, что предпочесть: быть понятым сейчас или быть верным себе и оставаться в одиночестве. Убеждён, что нечто подобное предстоит пережить каждому, кто начнёт перестройку в духе Макаренко.

Однако далеко не всё ясно в системе Макаренко оказалось и для, вроде бы, изучившего труды Макаренко «вдоль и поперёк» самого Г. М. Кубракова.

Трудно давалось внедрение методики А. С. Макаренко в первые годы, и неизвестно, чем бы всё кончилось, если бы не помогло одно событие, оказавшее огромное влияние на ход нашего эксперимента. В 1968 г. в Москве защищал диссертацию ныне известный макаренковед В. В. Кумарин. Я прочитал в «Учительской газете» статью О. С. Кель о содержании диссертации, а через некоторое время получил и диссертацию, присланную автором по моей просьбе. Давно волновавшие меня идеи Антона Семёновича в диссертации я увидел как бы в новом свете, в новых связях.

Сейчас, из трудов нашего соотечественника профессора, д.п.н. В. В. Кумарина (1928—2002), а также одного из ведущих западноевропейских макаренковедов профессора Г. Хиллига и других специалистов мы знаем, что А. С. Макаренко вынужден был по сути умолчать во всех своих произведениях о существенных особенностях в чисто педагогической (а не только воспитательной) составляющей своей системы. Умолчать хотя бы потому, что в своих школах использовал т. н. комплексный метод обучения, который с 1930 года вместе с целым рядом иных методик, успешно применявшихся в 1920-е годы для той же ликвидации безграмотности в стране, был огульно осуждён и запрещён официальной советской педагогикой. Более-менее систематическое изложение принципов и подходов одного только кружкового опыта в системе Макаренко удалось издать (В. Н. Терский в соавторстве с уже упомянутой к.п.н. О. С. Кель) только в 1965 году(!) Конечно, не зная о столь существенной составляющей действительного опыта А. С. Макаренко, Г. М. Кубраков «столкнулся с некоторыми трудностями» при попытке на деле воплотить в жизнь его систему.
Но уже накопленный собственный опыт, большое желание воплотить систему Макаренко у себя в школе плюс пришедшиеся вовремя пояснения большого теоретика и практика макаренковедения В. В. Кумарина, с которым Г. М. Кубраков вскоре познакомился лично по приезде в Москву и потом долгие годы плодотворно продолжал сотрудничать, дополнили друг друга. Система Макаренко, наконец, заработала в достаточно полную силу.
Однако одной из особенностей санаторной школы-интерната является большая текучесть состава воспитанников, до 40-50 % в год, поскольку восстановив и укрепив своё здоровье, учащиеся увольняются из школы. Поэтому каждый новый учебный год, с приходом значительного пополнения новичков, коллектив школы, по Макаренко, откатывался на 2-ю, а то и на первую (самую начальную) стадию своего развития. Не всё, но очень многое, по сути, каждый год приходилось начинать «с начала».
При этом многие поступающие на оздоровление дети были настолько «освобождены» не только от физкультуры, но и от иных бытовых нагрузок, что поначалу были не в состоянии даже сносно заниматься бытовым самообслуживанием в школе-интернате, затруднялись собраться в школу, а уж про трудовые навыки и говорить нечего. Отсутствие закалки при самых незначительных переменах погоды приводило к массовым затяжным эпидемиям простуды и т. д.
Первым делом Г. Кубраков отменил ставшее столь привычным уже для многих освобождение от физкультуры. В то же время с участием врачей строго учитывались действительные возможности и ограничения каждого воспитанника и определялось какие физкультурные упражнения показаны и допустимы в каждом данном случае, а также категория посильной и полезной трудовой деятельности, к которой можно было приглашать данного воспитанника (при распределении работ эта категория, естественно, вслух не упоминалась и внимание других членов отряда на этом не сосредотачивалось). В ежедневную утреннюю зарядку включили разнообразные посильные закаливающие упражнения. Часть уроков стали по возможности проводить на свежем воздухе и т. д. В итоге вскоре добились существенного снижения простудных заболеваний, а за несколько лет многие воспитанники не только устойчиво переходили в группу более здоровых, но и становились разрядниками по различным видам спорта.
К трудовой деятельности приучали очень постепенно, к примеру, малышей занимали трудом два раза в неделю по 30-40 минут, а сама деятельность больше напоминала игровую. С возрастом, а также при соответствующей готовности по здоровью, трудовая нагрузка умеренно увеличивалась. При этом главной целью ученического труда, само собой, ставился не заработок, а воспитательные и оздоровительные цели (не труд-работа, а труд-забота), которые успешно и выполнялись (более подробно об этом см. в книгах Григория Максимовича).
Так, с 1963 по 1988 год и проработал Г. М. Кубраков в Мамлютской санаторной школе-интернате, где применил для воспитания, обучения, физического и духовного оздоровления учащихся подходы А. С. Макаренко. С сотрудниками научил тысячи ребят победить тяжелейший недуг, подружил их с радостью, открыл дорогу в жизнь.
За основу воспитания в школе взята теория Макаренко о рабочем коллективе, разновозрастном отряде. Он — как семья, где много детей. Где старшие ответственны за младших. Отряд складывается «по желанию». Руководит им командир, и педагоги с ним считаются как с равным.
Под его руководством учебно-медицинское заведение стало образцовым в республике.
Продолжил макаренковский обычай украшать школу и её окрестности: посадил со своим коллективом сосновый парк к 25-летию Победы. Украсил интернат голубыми елями, сказав при этом: «Каждое деревце — это солдат, который не вернулся с войны». Теперь и подрастающее поколение приумножает ёлочки и сосенки вокруг «Кубраковского Детища».
Свой опыт воспитания по Макаренко отразил более чем в 40 книгах и статьях, изданных в ведущих казахстанских и союзных издательствах. Был доцентом Северо-Казахстанского государственного университета им. М. Козыбаева.
Григорий Максимович Кубраков умер 5 октября 2006 года в Мамлютке, Северо-Казахстанская область.

## Награды и звания
- Заслуженный учитель Казахской ССР
- Народный учитель СССР (29.01.1988)[4]
- Орден Трудового Красного Знамени
- Орден Парасат
- Орден Отечественной войны 1 степени
- Орден Красной Звезды
- Медаль «Ветеран труда»
- Медаль «В ознаменование 100-летия со дня рождения Владимира Ильича Ленина»
- Медаль «За победу над Германией в Великой Отечественной войне 1941-1945 гг.»
- Медаль «Двадцать лет победы в Великой Отечественной войне 1941—1945 гг.»
- Медаль «Тридцать лет Победы в Великой Отечественной войне 1941-1945 гг.»
- Медаль «50 лет Победы в Великой Отечественной войне 1941-1945 гг.»
- Медаль «60 лет Победы в Великой Отечественной войне 1941—1945 гг.» (Казахстан)
- Медаль «50 лет Вооружённых Сил СССР»
- Медаль «60 лет Вооружённых Сил СССР»
- Медаль «70 лет Вооружённых Сил СССР»
- Медаль Жукова
- Медаль «За освоение целинных земель»
- Медаль «За оборону Киева»
- Его имя значится в Большом Энциклопедическом словаре и Краткой энциклопедии по педагогике.

## Память
В память о педагоге учащиеся посадили аллею из 25 сосен, именно столько лет проработал он в школе-интернате. Эта церемония была очень красочной: на ребятах из молодёжного крыла Жас Отан были жёлто-голубые шарфы и галстуки, одинаковые эмблемы. А первое деревце высаживал аким области Серик Султангазинович Билялов.
Весной следующего года, к 90-летию со дня его рождения в Мамлютской школе-интернате была открыта мраморная доска.

## Основные труды
- Кубраков Г. М. По пути Макаренко (Из опыта работы Мамлютской санаторной школы-интерната). Алма-Ата: Мектеп, 1982. 87 с.
- Кубраков Г. М. По заветам Макаренко (Опыт Мамлютской школы-интерната): Кн. для учителя (М. Просвещение, 1987). 118 с.
- Кубраков Г. М. Школа труда и доверия (Диалог между педагогом и журналистом о путях развития современной школы / Г. М. Кубраков, Д. Х. Фарбер). Казахстан, Алма-Ата, 1989. 142 с.

## О нём
- Мананникова Людмила. Тебе везде рады // (Памяти Григория Максимовича Кубракова, работавшего по системе Макаренко в Казахстане).
- Шокаева Зарьяна. «Победа. Память. Патриотизм» // Сочинение ученицы 11 класса в память о замечательном директоре её школы Г. М. Кубракове. г. Мамлютка, 2010 г.